# Bash at the Beach (1996)
Bash at the Beach (1996) — третье в истории PPV-шоу Bash at the Beach, производства американского рестлинг-промоушна World Championship Wrestling (WCW). Шоу прошло 7 июля 1996 года в «Оушен-центр» в Дейтона-Бич, Флорида, США. Это шоу лучше всего запомнилось тем, что Халк Хоган стал хилом и сформировал «Новый мировой порядок», который внес большой вклад в успех WCW в середине и конце 1990-х годов.
В главном событии состоялся матч между командами «Аутсайдеры» (Кевин Нэш и Скотт Холл) и их таинственным партнером (им оказался Халк Хоган), а также Рэнди Сэвиджем, Стингом и Лексом Люгером. С 2014 года мероприятие доступно в WWE Network.

## Результаты
| #                                                                                       | Матч | Тип матча                                                              | Время |
| --------------------------------------------------------------------------------------- | --- | ---------------------------------------------------------------------- | ----- |
| 1D                                                                                      | Джим Пауэрс победил Хью Морруса | Одиночный матч                                                         | 04:23 |
| 2ME                                                                                     | «Братья Штайнер» (Рик Штайнер и Скотт Штайнер) победили «Гарлем Хит» (Букер Ти и Стиви Рэй) (c) (с Сестрой Шерри и Полковником Робертом Паркером) по дисквалификации | Командный матч за титул командных чемпионов мира WCW                   | 05:01 |
| 3ME                                                                                     | Бобби Уокер победил Билли Кидмана | Одиночный матч                                                         | 02:00 |
| 4ME                                                                                     | «Рок 'н' Ролл Экспресс» (Рики Мортон и Роберт Гибсон) победил «Огонь и Лед» (Скотт Нортон и Айс-Трейн)                                                               | Командный матч                                                         | 02:08 |
| 5ME                                                                                     | Эдди Герреро победил Лорда Стивена Ригала | Одиночный матч                                                         | 03:38 |
| 6                                                                                       | Рей Мистерио-младший победил Психоза | Одиночный матч                                                         | 15:18 |
| 7                                                                                       | Джон Тента победил Большого Буббу (с Джимми Хартом) | Матч «Серебряный доллар Карсон-Сити»                                   | 08:53 |
| 8                                                                                       | Даймонд Даллас Пейдж победил Джима Даггана | Кулачный матч                                                          | 05:39 |
| 9                                                                                       | «Мерзкие парни» (Брайан Ноббс и Джерри Сагс) победили «Врагов народа» (Рокко Рок и Джонни Гранж)                                                                     | Матч с двойным собачьим ошейником                                      | 11:25 |
| 10                                                                                      | Дин Маленко (c) победил Диско Инферно | Одиночный матч за титул чемпиона WCW в первом тяжёлом весе             | 12:04 |
| 11                                                                                      | Стив Макмайкл (с Королевой Деброй) победил Джо Гомеса | Одиночный матч                                                         | 06:44 |
| 12                                                                                      | Рик Флэр (с Мисс Элизабет и Женщиной) победил Коннана (c) | Одиночный матч за титул чемпиона Соединённых Штатов WCW в тяжёлом весе | 15:39 |
| 13                                                                                      | Гигант и Таскмастер победили Арна Андерсона и Криса Бенуа | Командный матч                                                         | 07:59 |
| 14                                                                                      | «Аутсайдеры» (Кевин Нэш и Скотт Холл) и Халк Хоган против Рэнди Сэвиджа, Стинга и Лекса Люгера закончился без результата                                             | Командный матч шести человек                                           | 16:55 |
| D — означает тёмный матч ME — означает матч на Main Event (c) — чемпион на начало матча | |                                                                        |       |